# Judy (canción de Elvis Presley)
"Judy" es una canción escrita y lanzada originalmente por Teddy Redell. En 1961, Elvis Presley grabó la canción, que posteriormente fue lanzada como sencillo en 1967.

## Historia
Elvis Presley grabó su versión el lunes 13 de marzo de 1961, en los estudios RCA de Nashville. Esta grabación fue incluida originalmente en el álbum Something for Everybody, lanzado en junio de 1961.
En 1967 se lanzaron como sencillo dos canciones del álbum, «Judy», como cara B y «There's Always Me», como cara A. "Judy" alcanzó el puesto número 78 en la lista de éxitos pop estadounidense Billboard Hot 100 durante la semana del 30 de septiembre de 1967. Mientras que "There's Always Me" alcanzó el puesto 56 durante las dos semanas anteriores.